# Elisabet av Nevers
Elisabet av Nevers, född 1439, död 1483, var hertiginna av Kleve 1455-1483 som gift med hertig Johan I av Kleve. Hon var regent i Kleve som ställföreträdare för sin make under hans frånvaro 1477. Hon var tronarvinge till sin far greve Johan II av Nevers, som dock avled efter henne: genom henne förenades Nevers och Kleve efter hennes död under hennes son, och skapade därigenom linjen Kleve-Nevers.